# Кам'янський заказник (Луганська область)
Кам'янський — один з об'єктів природно-заповідного фонду Луганської області, ландшафтний заказник місцевого значення.

## Розташування
Заказник розташований в Новопсковській селищній громаді Старобільського району Луганської області на околиці села Кам'янка.

## Історія
Заказник оголошений рішенням Луганської обласної ради від 24 лютого 2012 р. № 10/63.
Внаслідок вторгнення російських військ на схід України опинився в зоні бойових дій та окупації

## Загальна характеристика
Площа заказника становить 515,4626 га. Заказник створений з метою збереження ділянок степової рослинності на схилах правого берега річки Кам'янка. Степова рослинність представлена угрупованнями ковили волосистої, ковили Лессінга, типчака валіського, стоколосу безостого. У заказнику зростають типові види степового різнотрав'я: грудниця волохата, шавлія поникла, реп'яшок пряморогий, самосил сивий, фіалка шершава, горобинець волосистий, молочай степовий, дзвоники сибірські, жовтозілля Швецова, нечуйвітер отруйний, деревій степовий, скабіоза, люцерна румунська, кульбаба пізня, дивина борошниста, миколайчики польові, підмаренник справжній, волошка лучна.

## Галерея

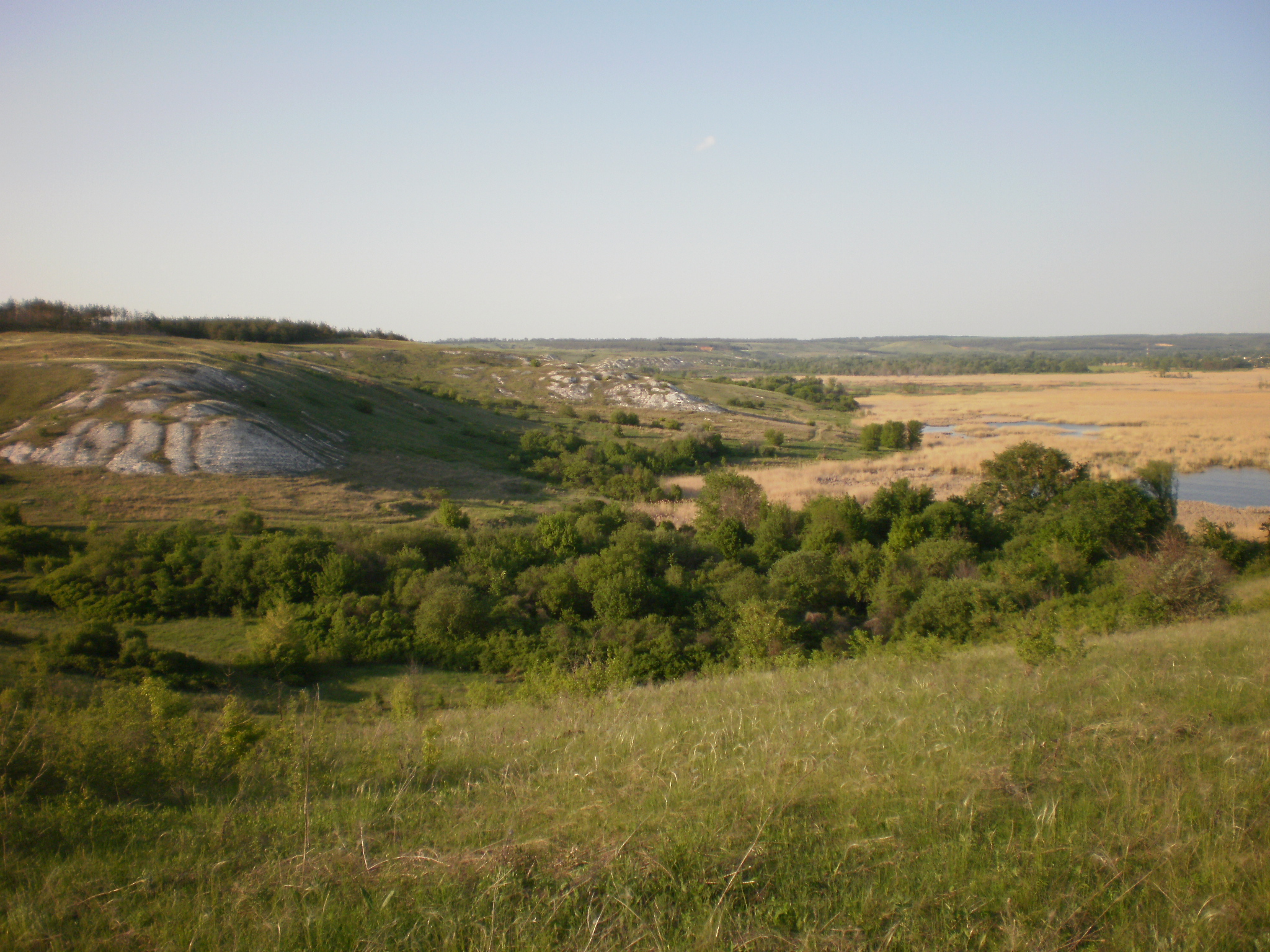
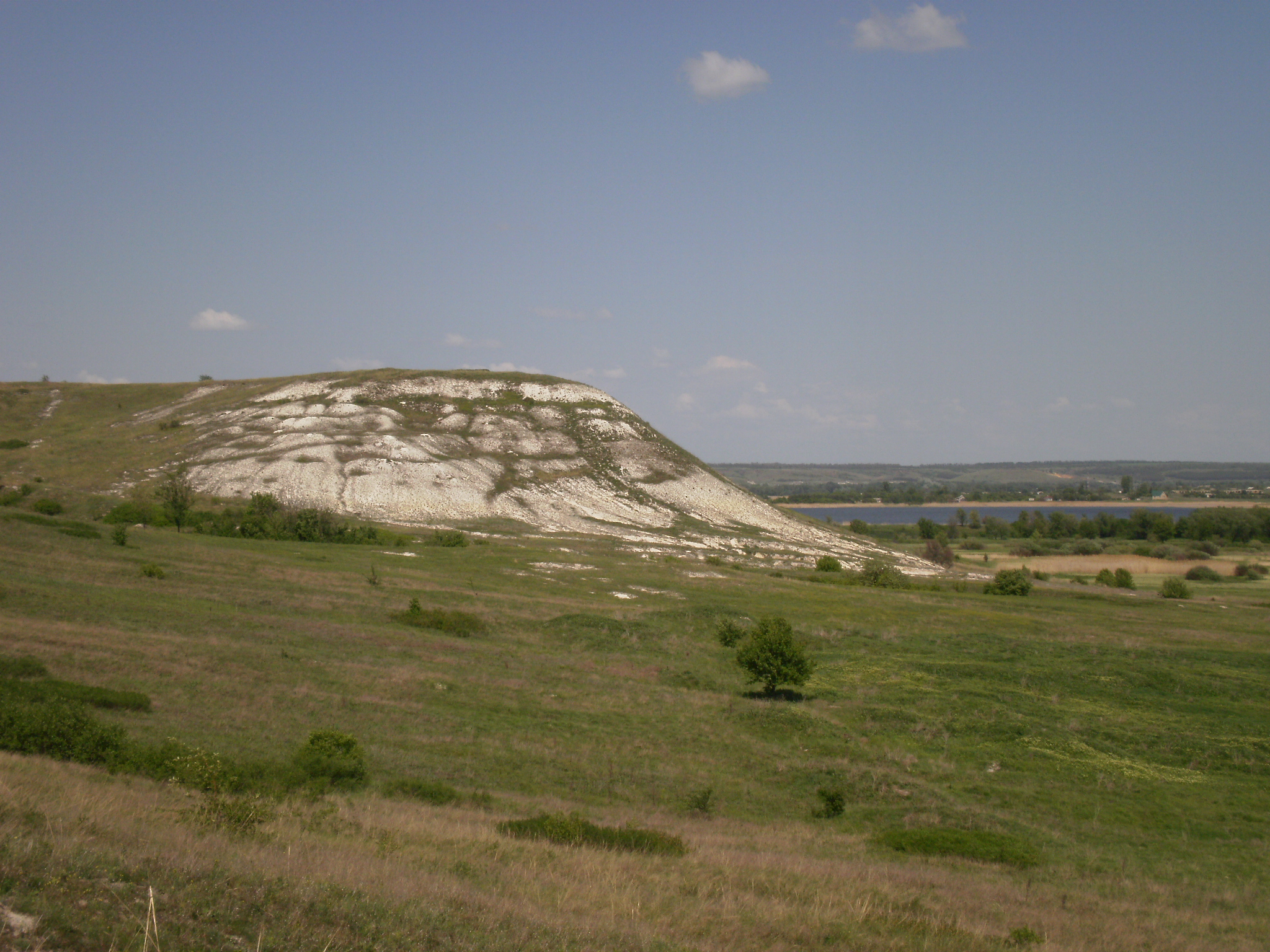
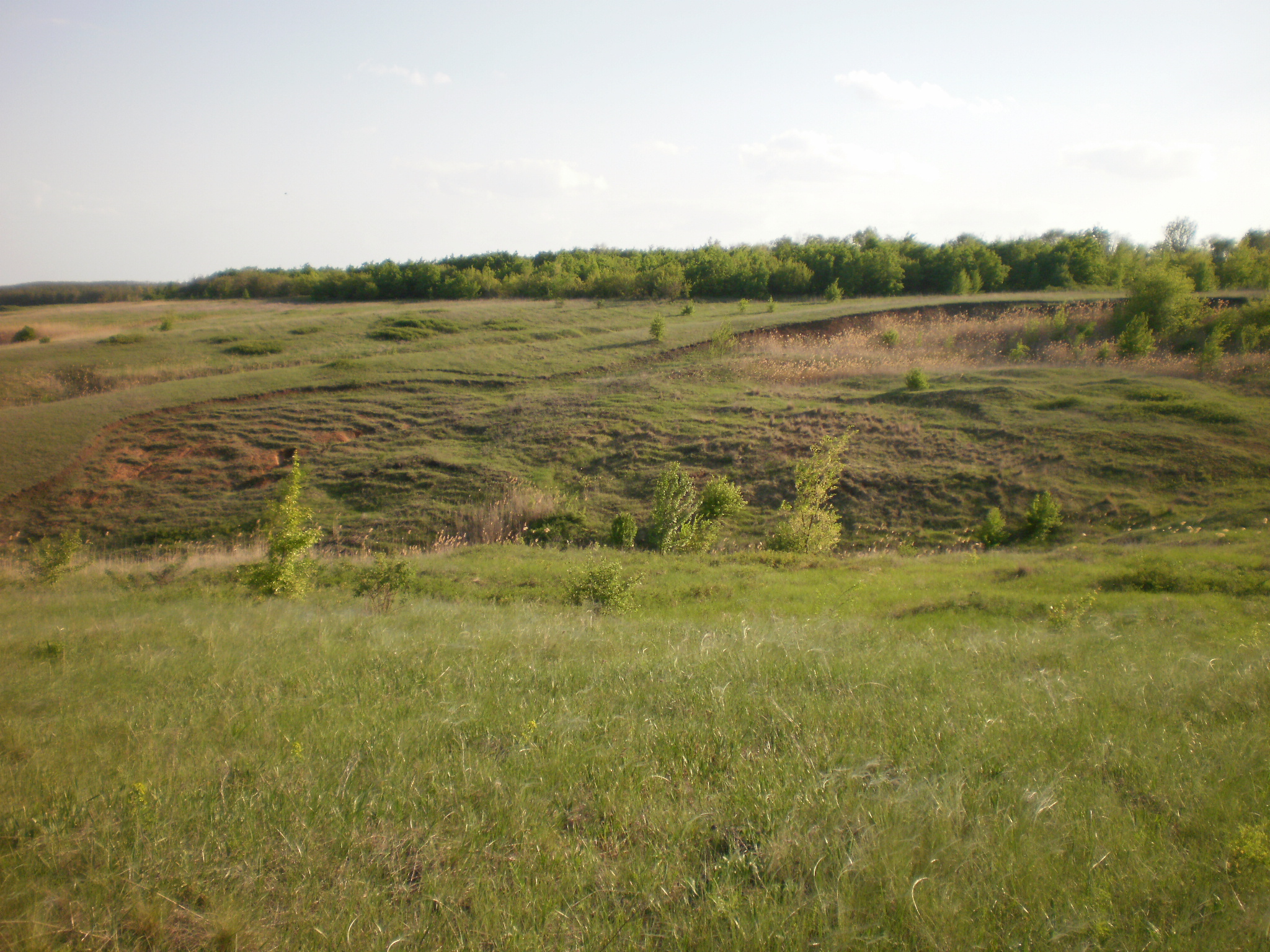
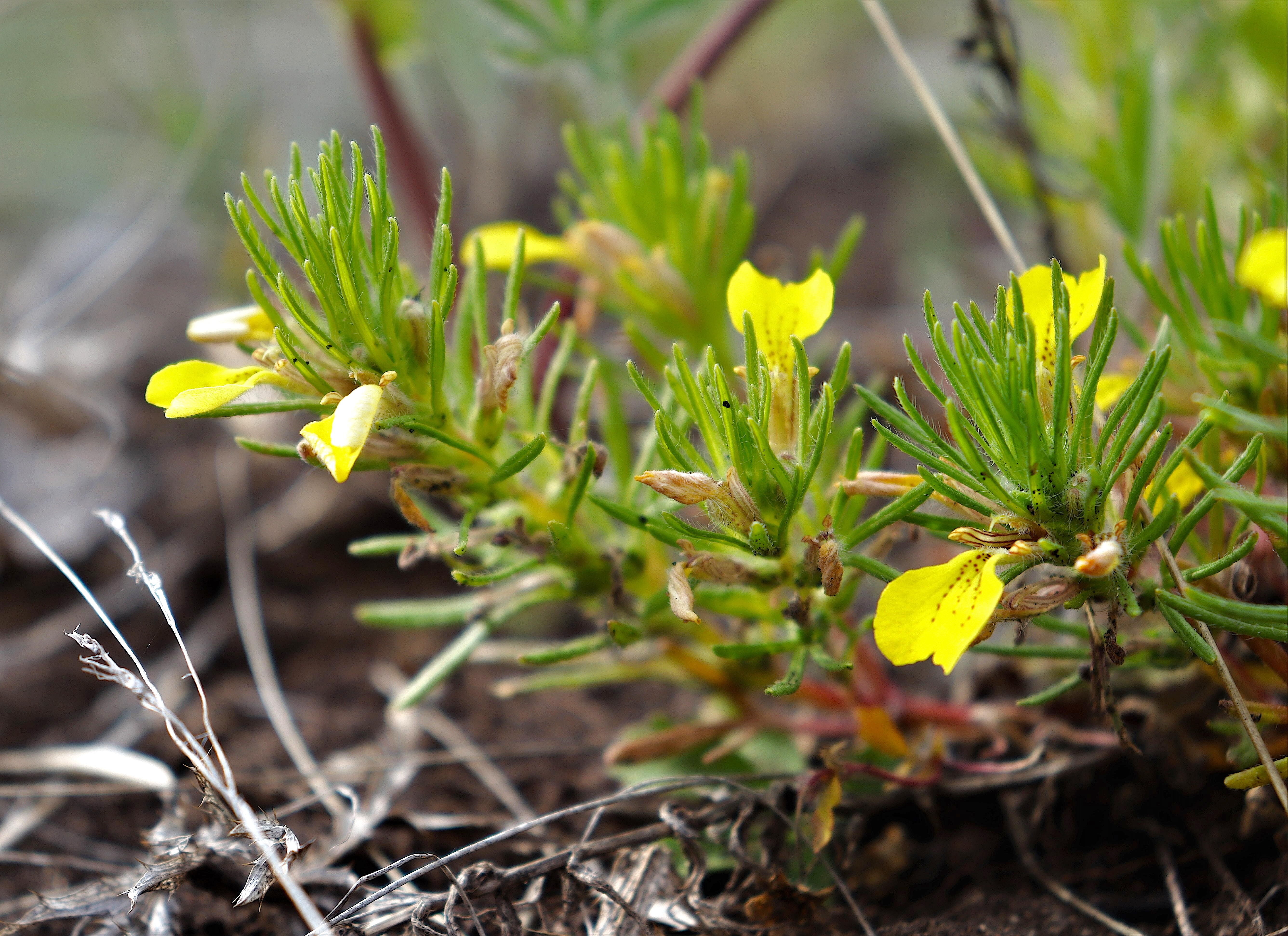